# The Start
The Start – drugi minialbum południowokoreańskiej grupy The Boyz, wydany 3 kwietnia 2018 roku przez wytwórnię Cre.ker Entertainment. Płytę promował singel „Giddy Up”. Sprzedał się w nakładzie 77 380 egzemplarzy w Korei Południowej (stan na styczeń 2021).

## Lista utworów
| CD | CD             | CD                 | CD                                                                         | CD                                                          | CD      |
| Nr | Tytuł utworu   | Tekst              | Kompozycja                                                                 | Aranżacja                                                   | Długość |
| -- | -------------- | ------------------ | -------------------------------------------------------------------------- | ----------------------------------------------------------- | ------- |
| 1. | „The Start”    |                    | Daniel Kim                                                                 | Daniel Kim                                                  | 0:40    |
| 2. | „Giddy Up”     | Sunwoo, Oh Ye-jin  | Hanif Hitmanic Sabzevari, Dennis DeKo Kordnejad, Daniel Kim, THE ARCHITECT | Hanif Hitmanic Sabzevari, Dennis DeKo Kordnejad, Daniel Kim | 3:37    |
| 3. | „Text Me Back” | Coach & Sendo      | Coach & Sendo                                                              | Coach & Sendo                                               | 3:11    |
| 4. | „Just U”       | THE BOYZ           | CODE 9                                                                     | CODE 9                                                      | 3:21    |
| 5. | „Back 2 U”     | 1of1, Lee Dong-woo | 1of1, Lee Dong-woo, 220                                                    | 1of1                                                        | 3:33    |

## Notowania
| Lista                     | Pozycja |
| ------------------------- | ------- |
| Gaon Weekly Album Chart   | 2       |
| Oricon Weekly Album Chart | 56      |